# Hemiglossum yunnanense
Hemiglossum yunnanense är en svampart som beskrevs av Pat. 1890. Hemiglossum yunnanense ingår i släktet Hemiglossum, ordningen disksvampar, klassen Leotiomycetes, divisionen sporsäcksvampar och riket svampar.   Inga underarter finns listade i Catalogue of Life.